# Vânători (Mehedinți)
Pour les articles homonymes, voir Vânători.
Vânători est une commune roumaine du județ de Mehedinți, dans la région historique de l'Olténie et dans la région de développement du Sud-Ouest.

## Géographie
La commune de Vânători est située au sud-est du județ, dans la plaine d'Olténie (Câmpia Oltenie), à 54 km au sud-est de Drobeta Turnu-Severin, la préfecture du județ. Elle est traversée par la route nationale DN56A qui relie Drobeta Turnu-Severin avec Calafat dans le județ de Dolj.
Jusqu'en 2004, la commune comptait quatre villages, mais à cette date, les villages de Braniștea et Goanța se sont séparés de Vânători. Aujourd'hui, la commune est composée des deux villages suivants (population en 2002) :
- Roșiori (1 138) ;
- Vânători (1 308, siège de la municipalité.

## Histoire
La commune a fait partie du royaume de Roumanie dès sa création en 1878.

## Religions
En 2002, 99,63 % de la population étaient de religion orthodoxe.

## Démographie
En 2002, les Roumains représentaient 99,48 % de la population totale. La commune comptait alors 1 190 ménages et 1 207 logements.
| 2002  | 2007  |
| ----- | ----- |
| 4 687 | 2 252 |

## Économie
L'économie de la commune repose sur l'agriculture (céréales, tournesol, fourrages, cultures marâîchères) et l'élevage.